# كيمكوات
الكيمكوات أو كمكوات fortunella margarita
يطلق عليه برتقال ياباني ولكن موطنه الأصلي الهند والصين وتزرع في الصين و تايوان وجنوب شرق آسيا، واليابان، والشرق الأوسط، وأوروبا (وخاصة كيركيرا، اليونان)، وجنوب الولايات المتحدة (وخاصة في فلوريدا وكاليفورنيا).
وحاليا تزرع بكثره في مصر
وهي أقوى بكثير من غيرها من النباتات مثل الليمون والبرتقال. 'Nagami' البرتقال الذهبي يتطلب الصيف الحار، التي تتراوح بين 25 إلى 38 درجة مئوية (77 إلى 100 درجة فهرنهايت)، دون وقوع الضرر.. الأشجار أيضا تختلف عن غيرها من أنواع الحمضيات في أن يدخل في فترة الشتاء السكون العميق حتى أنها ستبقى من خلال عدة أسابيع من الطقس الدافئ لاحقا من دون طرح جديدة أو تزدهر. على الرغم من قدرتها على البقاء درجات الحرارة المنخفضة، كما هو الحال في المناطق القريبة من سان فرانسيسكو، كاليفورنيا، وتنمو أشجار البرتقال الذهبي إنتاج أفضل وأكبر وأكثر حلاوة الفاكهة في المناطق الأكثر دفئا.
و تؤكل نيئة. وكما هو قشرة الحلو ويعتبر ثمرة ناضجة عندما تصل إلى مرحلة الأصفر والبرتقالي
و هي شجرة دائمة الخضرة وهي بالدرجة الأولى تزيينية للحدائق بالإضافة لكونها زراعية وطبية ومن الناحية الطبية تعتبر مرممة ومنشطة ومصدر فيتاميني هام
والطريقة التي تستخدم فيها طازجة أو شراب أو منقوع والمربيات الذيذة منه
تحتوي على عناصر فعالة هامة زيت عطري وفيتامينات A,B, C فورنينيللين